# Festa dei serpari
La festa dei serpari è una festa che si svolge a Cocullo il 1º maggio a partire dal 2012 (precedentemente aveva luogo il primo giovedì di maggio) in onore di san Domenico abate, ma di origini antiche riconducibili al rito pagano di venerazione della dea Angizia.
San Domenico risulta essere particolarmente venerato a Cocullo, ma anche a Villalago, perché patrono di entrambi i paesi abruzzesi: difatti a Cocullo vengono conservate due reliquie del santo: un molare ed un ferro della sua mula. Un altro molare del santo è conservato invece nella chiesa principale di Villalago.
La festa è stata candidata presso l'UNESCO come Patrimonio immateriale dell'umanità.

## Religione e tradizione

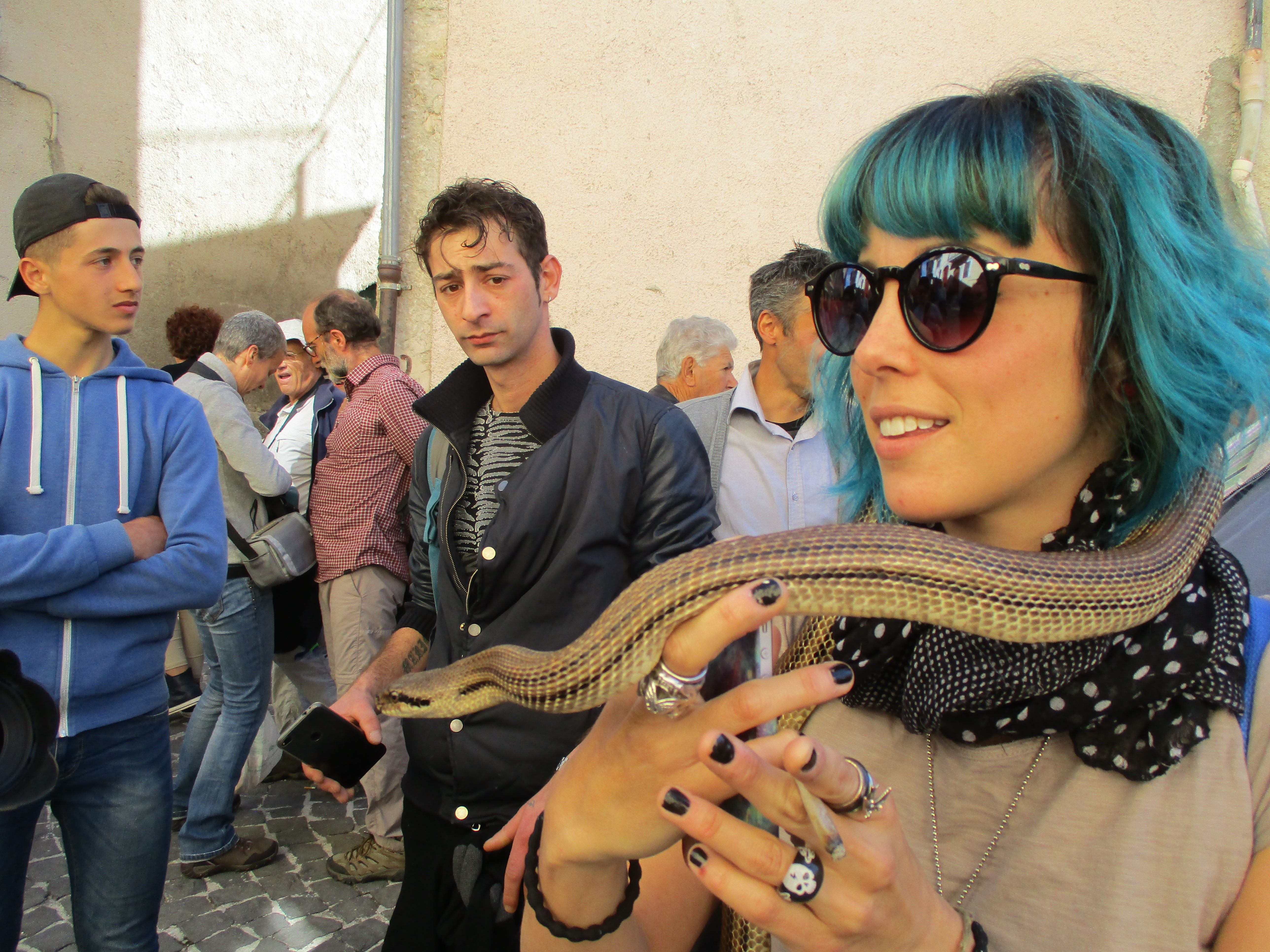
Ragazza con serpente

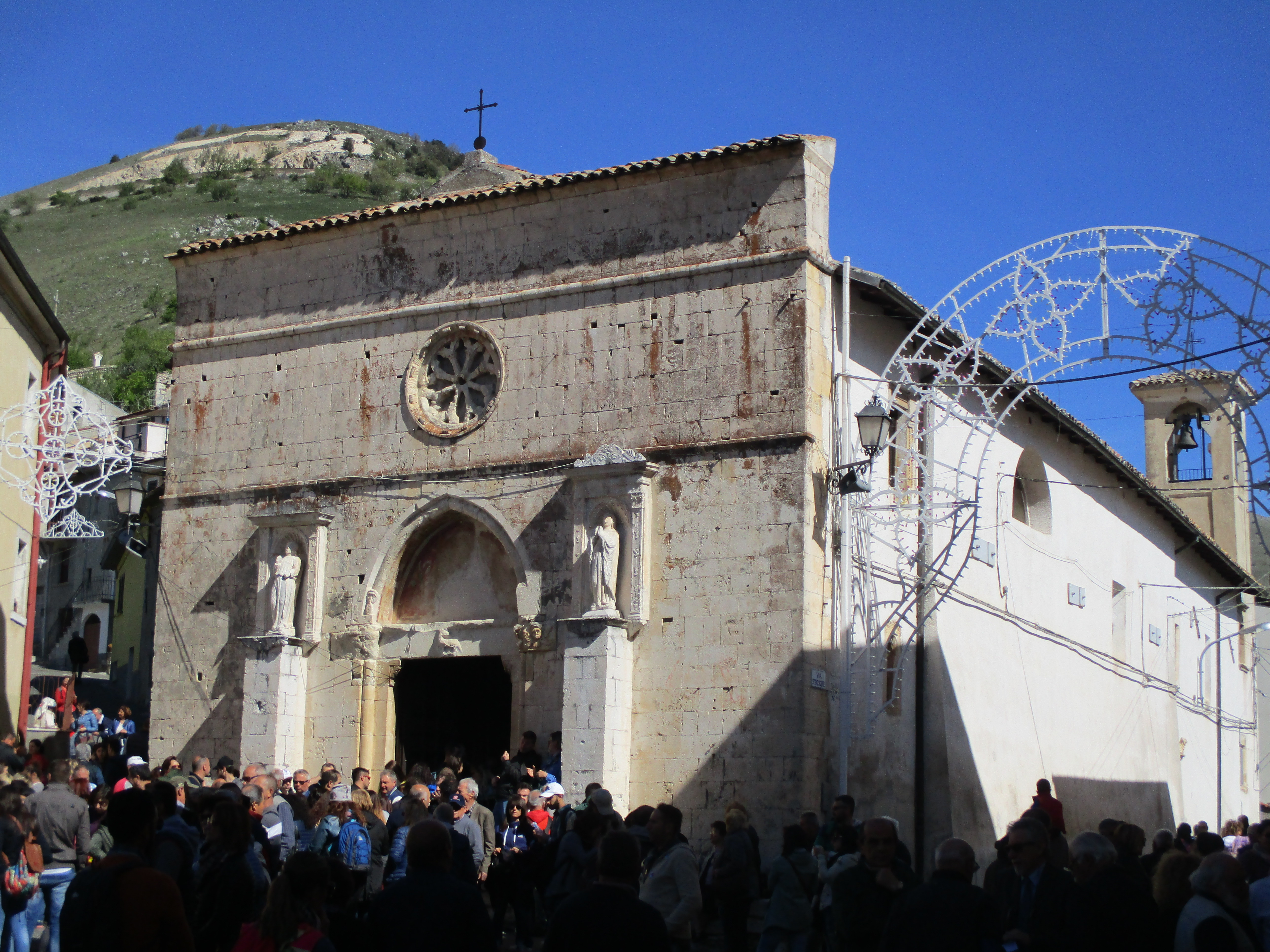
Folla davanti alla chiesa di Santa Maria delle Grazie

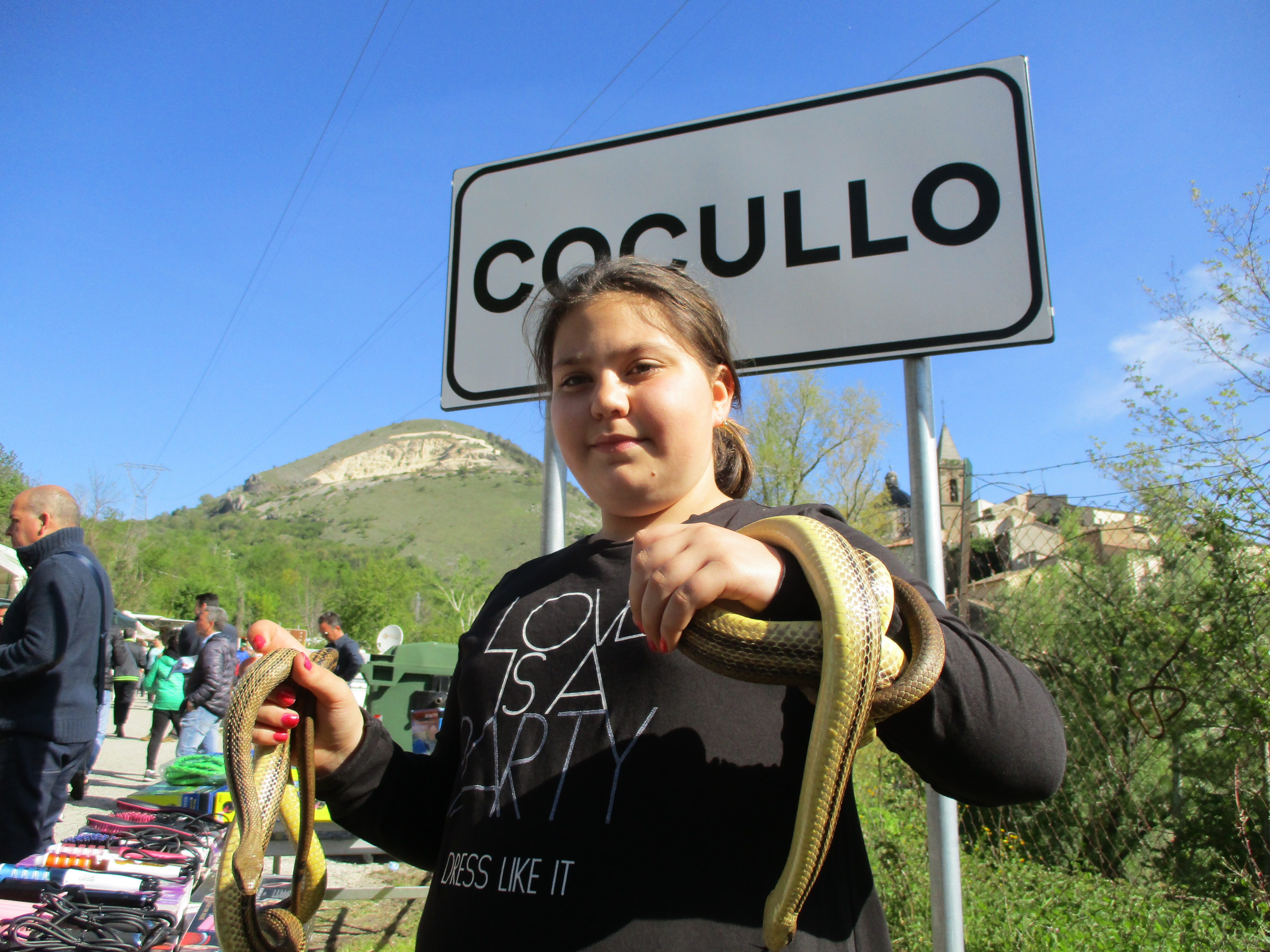
Ragazza con serpenti

Ogni anno il 1º maggio (data istituita negli anni '60, poi riconfermata a seguito del terremoto del 2009, nel 2012) si celebra a Cocullo un antichissimo rito, trasformatosi in una festa sacra-profana. Tutto ha inizio con i serpari che alla fine di marzo si recano in montagna in cerca dei serpenti. Una volta catturati, vengono custoditi con attenzione in scatole di legno (in tempi remoti dentro dei contenitori di terracotta) per 15-20 giorni nutrendoli con topi vivi e uova sode.
Questa usanza sarebbe legata ai riti pagani dei Marsi, antico popolo italico. In epoca contemporanea viene celebrata in onore di San Domenico che è ritenuto protettore dal mal di denti, dai morsi di rettili e dalla rabbia. San Domenico era un monaco benedettino di Foligno che attraversò il Lazio e l'Abruzzo fondando monasteri ed eremitaggi. A Cocullo si fermò per sette anni, lasciando un suo dente e un ferro di cavallo della sua mula, divenute delle reliquie.
Per questo la mattina della ricorrenza, nella chiesa a lui dedicata, i fedeli tirano con i denti una catenella per mantenere i denti stessi in buona salute e poi si mettono in fila per raccogliere la terra benedetta che si trova nella grotta dietro la nicchia del santo. La terra sarà poi tenuta in casa come protezione dagli influssi malefici, sparsa nei campi per allontanare gli animali nocivi oppure sciolta nell'acqua e bevuta per combattere la febbre. Per alcuni storici questa festa è da correlare ai culti della dea Angizia, principalmente venerata presso gli antichi Marsi. Per altri studiosi invece, la si deve attribuire alla mitologia di Eracle. Infatti nella frazione di Casale sono stati rinvenuti dei bronzetti votivi raffigurante proprio Eracle che, come si sa, strangolò nella culla i due serpenti mandati da Era per ucciderlo.

### Origini e leggende

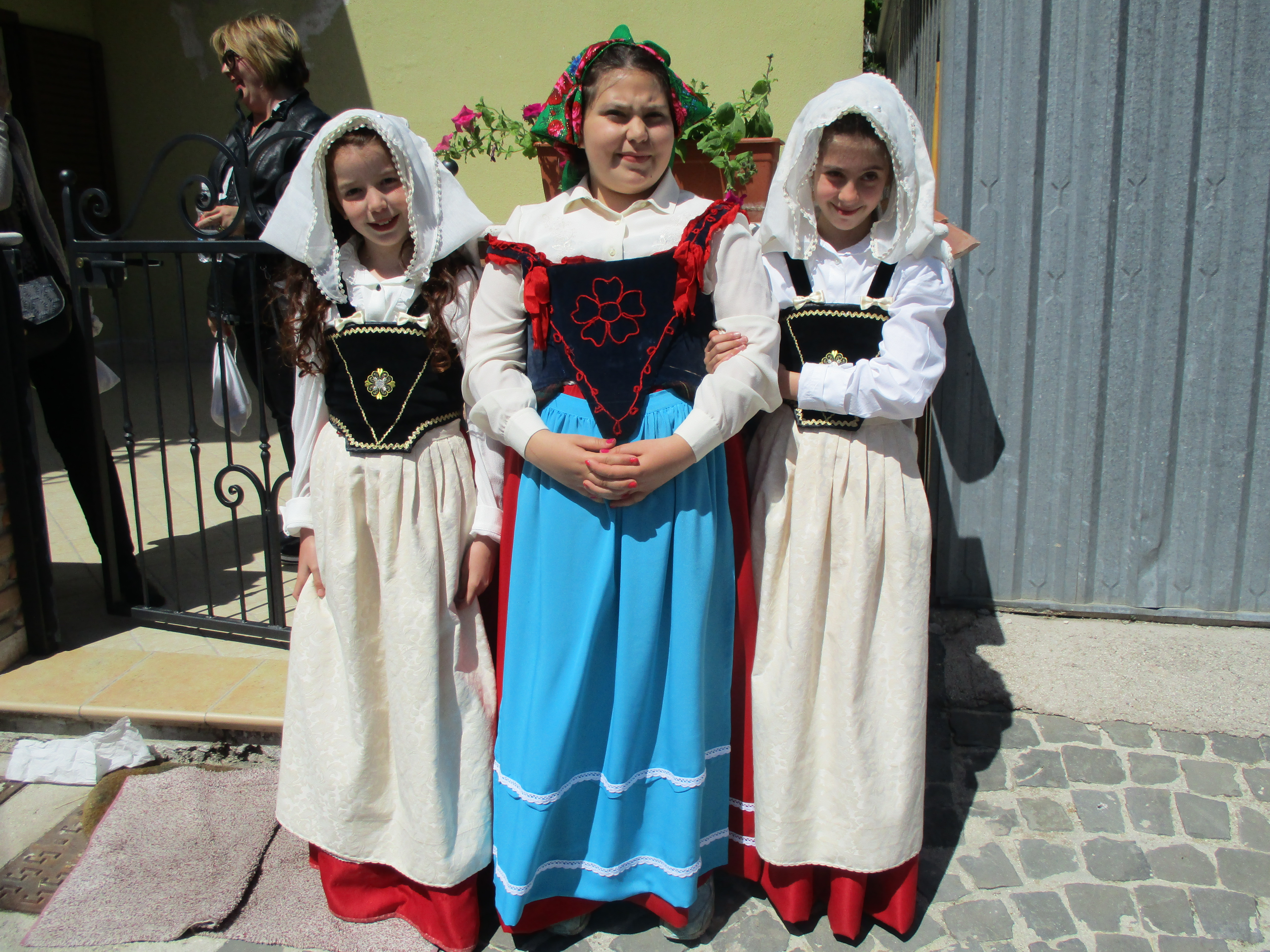
Bambine con abiti tradizionali

Il rito è riconducibile ai culti della dea Angizia, venerata soprattutto dai Marsi e dai Peligni, antiche popolazioni italiche. Nell'Eneide è presente la figura di Umbrone, giovane serparo marso: alleato di Turno nella guerra contro Enea, sarà ucciso dal capo troiano in persona. Le origini del culto attuale sarebbero invece da far risalire, probabilmente, alla seconda metà del secolo XVI.

### Tradizione locale
Secondo la tradizione locale e le agiografie dei discepoli di San Domenico, riportate anche dall'Antinori, il santo cavandosi il dente e donandolo alla popolazione di Cocullo, fece scaturire in essa una fede che andò a soppiantare il culto pagano della dea Angizia, protettrice dai veleni dei serpenti, e venerata dalla precedente popolazione italica dei Marsi, tra cui quello dei serpenti. Il dente di San Domenico, con probabile allusione al dente avvelenatore del serpente, diede, forse, l'idea che fece nascere la fede che portò alla festa in onore del santo.
Antropologi contemporanei, come Giuseppe Profeta e Alfonso Maria Di Nola, e di recente Lia Giancristofaro hanno rigettato la teoria del collegamento al rito marso, in quanto tra la fede pagana e quella per San Domenico (XI secolo, documentata con certezza nel XVI secolo), intercorre troppo tempo, e sarebbe una giustificazione "nobilitata e storicizzata" del rito dei serpenti.
Gli antropologi suppongono che la devozione a San Domenico sia sorta dopo la sua morte, quando soggiornando nel monastero di San Pietro di Lacu, vicino Villalago, Domenico fondò l'eremo, e passando per Cocullo, avrebbe protetto gli abitanti dal morso delle serpi velenose,  che popolavano in quantità la valle, insieme ad altre bestie feroci, come il cane idrofobo con la rabbia, contro cui il santo è protettore. Tuttavia questa festa e questi attribuiti taumaturgici al santo come oggi sono mostrati sono frutto di un lungo processo, poiché la Giancristofaro, leggendo documenti vescovili della diocesi di Sulmona, citando anche il Celidonio, ricorda che solo dal XVII secolo in poi Cocullo ha cominciato ad appropriarsi nuovamente dell'identità del santo protettore, quando fu donato un dente del santo dal santuario di Sora dove è sepolto, benché ci siano controversie con la vicina rivale Villalago per l'originalità del dente (un dente è conservato anche nella parrocchia della Madonna di Loreto). In seguito la popolazione, non conoscendo le tipologie di serpi che popolano la zona di Cocullo, come il cervone, che non sono velenose, prese a credere che, avendo il bagaglio culturale della pericolosità del serpente come del cane idrofobo, il giorno della festa di San Domenico queste serpi non fossero velenose il giorno consacrato, e che ciò fosse un miracolo del santo a beneficio dei poveri contadini della vallata.

### La figura dei ciaralli e dei serpari
La leggenda si mescola a ipotesi del Di Nola e di Profeta, inizialmente San Domenico viene invocato come protettore contro questi accidenti, inoltre la carenza presso la popolazione di cibo, dato il luogo impervio del paese, favorisce anche lo sviluppo della credenza della "manna miracolosa di San Domenico", una mistura di carbonato di calcio che si ottiene raschiando le pareti della cripta sotterranea collegata alla roccia, sopra cui sorge il santuario. Tuttavia la manna sacra è una caratteristica di molte grotte abruzzesi, come ad Assergi, Sant'Angelo di Balsorano, Sant'Angelo di Liscia, lo stesso eremo domenicano di Villalago. 
Ugualmente la presenza di minerali nella terra, ha fatto sviluppare la credenza della terra benedetta di san Domenico, che viene raccolta dai devoti, e spedita si propri cari che sono emigrati fuori Abruzzo, oppure viene usata per fertilizzare il terreno cocullese per il buon raccolto. 
Ugualmente gli antropologi (soprattutto Profeta), seguendo le fonti di Febonio, Pitrè, De Nino, Finamore, hanno studiato il culto ofidico cocullese, in cui gli abitanti ancora oggi sono fermamente convinti del grande potere della figura dei "ciaralli", ossia gli incantatori dei serpenti di tradizione medievale, fatta risalire secondo leggende addirittura a San Paolo che libera l'isola di Malta dalle serpi.  I ciaralli sono gli antenati dei serpari attuali; erano delle figure rispettate, quasi dei santoni che viaggiavano di paese in paese praticando le loro presunte arti magiche, liberando le terre dalla presenza di bestie infestanti, tra cui soprattutto i serpenti in cambio di cibo; la loro forza stava nella credenza popolare, dato che avrebbero avuto i poteri di "incantare" le persone con gli occhi del serpente oppure succhiare via il veleno dalle ferite dei morsi, e loro erano immuni dal morso della serpe; dal ciarallo, figura poi bandita dalla Controriforma, derivò il serparo, anch'egli creduto erede del ciarallo perché sarebbe "immune" al morso del serpente catturato, il quale sa avere assoluta padronanza sulle proprie bestie selvagge catturate, i serpari oggi per San Domenico esercitano quest'arte del catturare e rilasciare le serpi. 
Dagli studi di Di Nola e Giancristofaro, nonché dalla novella verista di Domenico Ciampoli Biscione il serparo (in Trecce nere"), si è pensato che la figura del ciarallo, colui che riesce a incantare il serpente e a renderlo mansueto verso i fedeli cocullesi, derivi dall'Oriente, essendo lì nata la leggenda di San Paolo apostolo che sull'isola di Cefalonia presso Marcopoulos insegnò agli abitanti a dominare i serpenti. Seguendo la linea dell'antropologo Ernesto De Martino, gli studiosi del rito cocullese suppongono che lo stato catartico di trance che porta la gente a considerare dei normali cervoni innocui, sia da equiparare alla danza catartica pugliese per il morso della tarantola.

### Altre versioni del culto domenicano in Abruzzo
Gli studi del Di Nola sono raccolti nel museo del centro studi sui serpari, nel palazzo comunale. Il rito di San Domenico è molto sentito e similmente praticato anche nei paesi abruzzesi di Palombaro e Pretoro, la prima domenica di maggio; in quest'ultimo paese san Domenico è il patrono, e si celebra una pantomima teatrale con attori del popolo, che mettono in scena in un boschetto un altro dei miracoli agiografici del santo, la liberazione del bambino infante dalle fauci del lupo, quando nei pressi di Villalago volle rapirlo dalla cesta, essendo stato il bambino portato dalla mamma nel bosco insieme al papà, dove lavoravano umilmente come tagliatori di legna; pregando il santo Domenico dopo che il lupo rapì il bambino, San Domenico apparendo nella pantomima sotto forma di icona sacra, ordinò al lupo di riportare il bambino. Tale leggenda, insieme ad altre dell'agiografia, come i pesci tramutati in serpi, o il dente miracoloso, sono state disegnate anche in un ciclo di affreschi sull'eremo domenicano del lago di Villalago.
A Pretoro e Palombaro dunque si celebra questo miracolo domenicano, anche se di recente per collegare il rito a quello cocullese, dei serpari giungono da Cocullo con dei cervoni, per alimentare la festa pretorese.
La figura del separo compare anche nell'atto III della tragedia dannunziana "La fiaccola sotto il moggio" (1905).

## La cattura dei serpenti
La prima fase della festa consiste nella ricerca e nella cattura dei serpenti (tutti rigorosamente non velenosi) che cominciano ad essere raccolti quando inizia a sciogliersi la neve, da persone esperte dette serpari. Queste osservano le stesse tecniche dei serpari antichi anche se allora i rettili venivano posti in recipienti di terracotta, ora in cassette di legno.

### Le specie di serpenti che vengono raccolte
Le specie che vengono raccolte sono quattro:
- Il cervone.
- Il saettone.
- La biscia dal collare.
- Il biacco.

## La festa
La festa ha inizio con la folla che incomincia a tirare con i denti la campanella della cappella di San Domenico, all'interno della chiesa omonima. Secondo la tradizione, questa cerimonia servirebbe a proteggere i denti dalle malattie che li potrebbero affliggere, sempre collegandosi all'arrivo da Sora, e non al dono del santo in vita, del suo dente alla comunità cocullese. Dal 2009, dopo il terremoto e il danneggiamento del santuario, si tira la campanella della parrocchia della Madonna delle Grazie.
A mezzogiorno, dopo la Santa Messa, fatta uscire dalla porta della chiesa, inizia la processione della statua del santo invasa dalle serpi catturate nei giorni prima. Parte dalla chiesa di San Domenico e prosegue per le stradine del centro storico.
Ai fianchi della statua del Santo, due ragazze vestite con abiti tradizionali, portano sulla testa un cesto contenenti cinque pani sacri chiamati ciambellani in memoria di un miracolo che fece san Domenico, anche se la Giancristofaro ipotizza con più probabilità che la ciambella somigliando a un serpente attorcigliato, derivi da questo simbolo ormai cristallizzatosi della festa per il santo. Questi pani vengono donati per antico diritto ai portatori della Sacra Immagine e del gonfalone.
Al termine della festa, la statua è riportata in chiesa, si assiste allo sparo dei mortaretti, si mangiano i pani sacri, i rettili vengono riportati al loro habitat naturale dai serpari.